# 주봉초등학교 (충남)
주봉초등학교(朱峯初等學校)는 대한민국 충청남도 공주시에 있었던 공립 초등학교이다.

## 학교 연혁
- 1944. 09. 01 이인국민학교 주봉분교장 설립 인가
- 1949. 09. 30 주봉국민학교로 승격
- 1949. 10. 22 주봉국민학교로 개교
- 1956. 09. 30 목조 2교실 신축
- 1962. 08. 12 시멘트 벽돌 2교실 신축
- 1971. 10. 04 본동 철근 콘크리트 6교실 신축
- 1977. 08. 20 본동 철근 콘크리트 4교실 신축
- 1984. 03. 06 병설유치원 개원
- 1994. 10. 05 시멘트 벽돌 2교실 신축
- 1994. 10. 28 공주교육청 지정 환경교육 시범 발표
- 1995. 03. 01 급식학교 운영
- 1996. 06. 21 교단개혁 선도학교 공개 발표
- 1999. 10. 28 공주교육청 지정 인성 효 교육시범 운영 발표
- 2001. 12. 15 화장실 신축(본동 2실)
- 2002. 11. 19 공주교육청 지정 정보교육 시범운영발표
- 2003. 12. 19 6개교실 및 다목적 교실 준공
- 2003. 12. 25 학교경영 우수학교 표창
- 2004. 10. 16 구교사 리모델링 완공
- 2004. 11. 15 지혜의 샘터(도서실)완공
- 2004. 12. 13 과학 정보 환경교육 우수학교 표창
- 2005. 01. 18 웅진독서대상 수상
- 2005. 03. 01 농어촌지역 중심학교 공동교육과정 운영
- 2008. 08. 30 보육실, 영어체험실 리모델링 완공
- 2009. 02. 05 컴퓨터실 바닥공사 완공
- 2010. 02. 05 급식실 도복도 공사
- 2010. 03. 12 현관 리모델링
- 2012. 02. 17 제61회 졸업식(졸업생 수 3,875명)
- 2012. 03. 01 초등학교 5학급, 유치원 1학급 편성
- 2013. 02. 14 제62회 졸업식(졸업생 수 3,883명)
- 2013. 03. 01 초등학교 4학급, 유치원 1학급 편성
- 2014. 02. 14 제63회 졸업식(졸업생 수 3,889명)
- 2014. 03. 01 초등학교 3학급, 유치원 1학급 편성
- 2015. 03. 01 초등학교 3학급, 유치원 1학급 편성
- 2017. 02. 28 폐교[2]

## 참고 자료
- 주봉초등학교 - 한국교육학술정보원 학교알리미